# Obrówka (Janów Lubelski)
Obrówka – część miasta Janowa Lubelskiego w Polsce, w województwie łódzkim, w powiecie janowskim. Rozpościera się wzdłuż ulicy Bohaterów Porytowego Wzgórza, w południowej części miasta. 

## Historia
Obrówka to dawniej osada leśna. W latach 1867–1954 należała do gminy Kawęczyn, do 1945 w powiecie janowskim, a po 1945 w powiecie kraśnickim. W Królestwie Polskim przynależała do guberni lubelskiej, a w okresie międzywojennym do województwa lubelskiego. Tam, 14 października 1933 weszła w skład nowo utworzonej gromady Szklarnia w granicach gminy Kawęczyn, składającej się ze wsi Szklarnia i osady leśnej Obrówka.
Podczas II wojny światowej Obrówkę włączono do Generalnego Gubernatorstwa (dystrykt lubelski, Kreis Kraśnik). Po wojnie ponownie w województwie lubelskim, nadal w składzie gromady Szklarnia, jednej z 21 gromad gminy Kawęczyn w powiecie kraśnickim.
W związku z reformą znoszącą gminy jesienią 1954 roku, Obrówkę włączono do nowo utworzonej gromady Biała. 1 stycznia 1956 weszła w skład reaktywowanego powiatu janowskiego w tymże województwie. Obrówka przetrwała w gromadzie Biała do końca 1972 roku, czyli do kolejnej reformy gminnej.
1 stycznia 1973 Obrówka  weszła w skład nowo utworzonej gminy Janów Lubelski w powiecie janowskim. W latach 1975–1979 należała administracyjnie do województwa tarnobrzeskiego.
1 grudnia 1979 Obrówkę (54,93 ha) włączono do Janowa Lubelskiego.